# Salcia (Prahova)
Salcia ist eine Gemeinde im Kreis Prahova in der Region Walachei in Rumänien.

## Geographische Lage

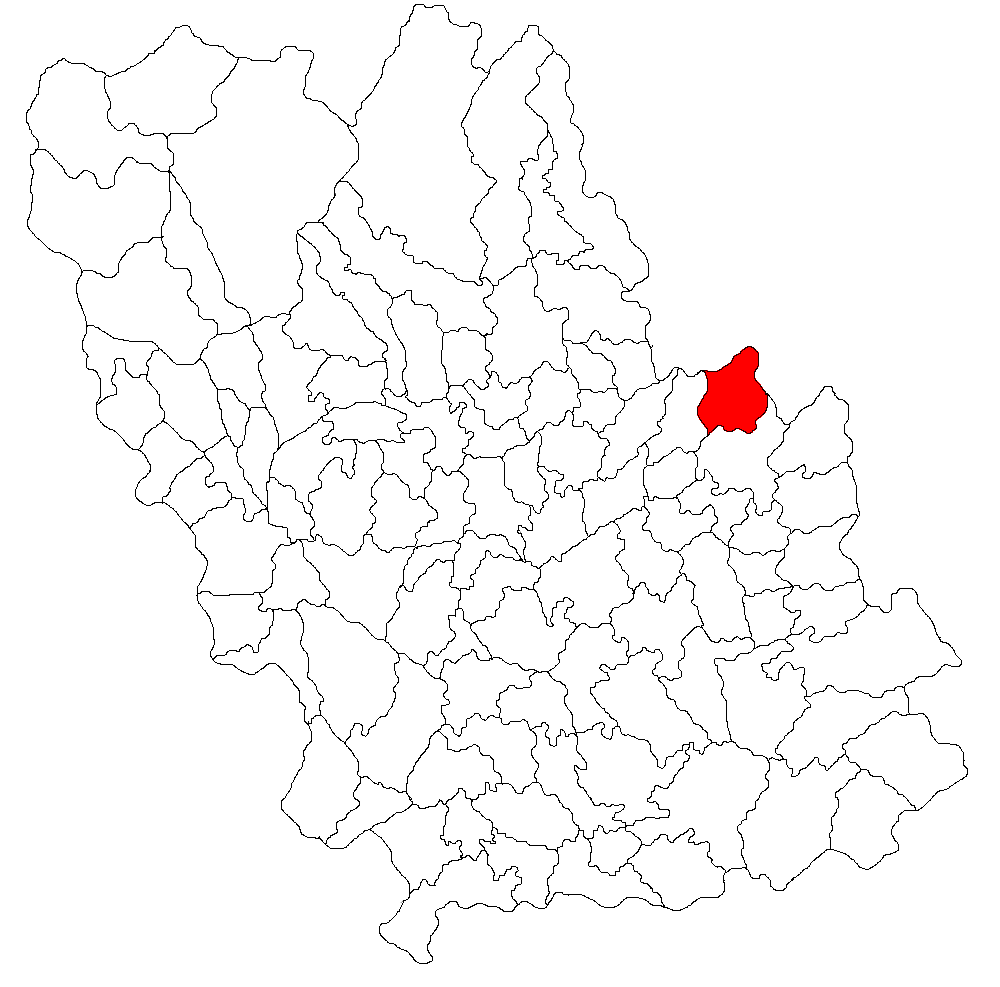
Lage von Salcia im Kreis Prahova

Salcia (zu deutsch Weide) liegt in den südlichen Ausläufern des Bucegi-Gebirges (Munții Bucegi) in der historischen Region Große Walachei im Osten des Kreises Prahova. Am gleichnamigen Bach – ein rechter Nebenfluss des Cricovul Sărat – und der Kreisstraße (drum județean) DJ 234 gelegen, befindet sich der Ort etwa 35 Kilometer nördlich der Kleinstadt Urlați; die Kreishauptstadt Ploiești befindet sich etwa 58 Kilometer (35 km Luftlinie) südwestlich von Salcia entfernt.
Salcia besteht aus den Weilern Rast, Muche, Hilet, Birdea, Hotar, Ciocan, Valea Câinelui, Valea Oancei, Valea Sării und Linie.

## Geschichte
Der Ort wurde erstmals 1577 urkundlich erwähnt.
Salcia verfügt über große, bis jetzt noch nicht benutzte Salzvorkommen. Diese wären als Rheumabehandlungsstätte geeignet, da in der Nähe ein kleiner Fluss fließt aus dem bereits im Jahr 2005 zwei Wasserbecken für die Dorfbewohner erstellt wurden.